# كولن سكوت
كولن سكوت (بالإنجليزية: Colin Scott)‏ (19 مايو 1970 بغلاسكو في المملكة المتحدة - ) هو لاعب كرة قدم بريطاني في مركز حراسة المرمى. لعب مع ريث روفرز وكوين أوف ساوث ونادي برينتفورد ونادي رينجرز وهاميلتون أكاديميكال ونادي أردريونيانز وGretna F.C. ‏ ونادي كلايدبانك ‏.

## وصلات خارجية
- كولن سكوت على موقع Soccerbase.com (لاعب) (الإنجليزية)